# Dmitrij Konysjev
Dmitrij Konysjev (russisk: Дмитрий Борисович Конышев, tr. Dmitrij Borisovitj Konysjev; født 18. februar 1966 i Gorkij, Sovjetunionen) er en tidligere russisk landevejscykelrytter.